# Rodrigo Otazu
Rodrigo Otazu (Villa Mercedes, 10 september 1968) is een Argentijnse sieradenontwerper voor zowel mannen als vrouwen. Hij wordt beschouwd als een van de belangrijkste sieradenontwerpers van de 21e eeuw, maar ontwierp bijvoorbeeld ook meubels, tassen en schoenen. Otazu heeft zijn bekendheid vooral te danken aan het feit dat zijn creaties door een aantal bekendheden worden gedragen, waaronder Kylie Minogue, Aretha Franklin, Destiny's Child en Britney Spears.
Voor Calvin Klein reisde Otazu de wereld rond als model. In 1991 werd een sieraad van Otazu op de cover van Vogue Australië geplaatst, en in 1997 vestigde hij zich met zijn merk in Amsterdam (naar eigen zeggen omdat het de eerst beschikbare vlucht was) en ontwierp sieraden voor de modeshows van Mart Visser en Frans Molenaar. Zijn sieraden werden ook gedragen in de tweede speelfilm van Sex and the City. Enkele objecten van zijn hand bevinden zich in de collectie van het Rijksmuseum.
Tegenwoordig is zijn collectie in meer dan 20 landen verkrijgbaar. In juli 2009 berichtte de media het faillissement van het Nederlandse bedrijf van Otazu en werd een doorstart gemaakt van de productie. Bronnen spreken elkaar tegen of er daadwerkelijk sprake was van een faillissement of 'slechts' van een grootscheepse reorganisatie waarbij bedrijfsonderdelen werden afgestoten. Het merk maakte een doorstart in New York, en werkte veel samen met partners.

## Voetnoten en referenties
1. 1 2  The FMD - FashionModelDirectory.com, Rodrigo Otazu - Fashion Designer | Designers | The FMD. The FMD - FashionModelDirectory.com. Geraadpleegd op 15 juni 2017.
2. 1 2  Rodrigo Otazú. www.parati.com.ar. Geraadpleegd op 15 juni 2017.
3. ↑  Otazu: het zijn allemaal mijn schatjes. Trouw. Geraadpleegd op 15 juni 2017.
4. ↑  Rodrigo Otazu. www.parati.com.ar. Geraadpleegd op 15 juni 2017.
5. ↑  (es) Rodrigo Otazu un joyero para estrellas de Hollywood - RTVE.es. RTVE.es (13 maart 2011). Geraadpleegd op 15 juni 2017.
6. ↑  Ontwerper Otazu stapje dichter bij 'full look'. Trouw. Geraadpleegd op 15 juni 2017.
7. ↑  Objecten van Otazu in het Rijksmuseum. Rijksmuseum. Geraadpleegd op 15 juni 2017.
8. ↑  Rodrigo Otazu failliet. www.nu.nl. Geraadpleegd op 15 juni 2017.
9. ↑  Rodrigo Otazu niet failliet. Quote. Geraadpleegd op 15 juni 2017.
10. ↑  Faillissement Otazu onderzocht. www.at5.nl (22 juli 2009). Geraadpleegd op 15 juni 2017.